# 2. česká národní fotbalová liga 1982/1983
V soubojích 2. ročníku 2. české národní fotbalové ligy 1982/83 se utkalo 16 týmů po dvou skupinách dvoukolovým systémem podzim – jaro.

## Skupina A
Zdroj: 
| Poř. | Tým                                 | Z  | V  | R  | P  | VG | OG | B  |
| ---- | ----------------------------------- | -- | -- | -- | -- | -- | -- | -- |
| 1.   | VTJ Tábor                           | 30 | 17 | 7  | 6  | 38 | 16 | 41 |
| 2.   | TJ Spartak Armaturka Ústí nad Labem | 30 | 17 | 4  | 9  | 56 | 35 | 38 |
| 3.   | TJ Poldi SONP Kladno                | 30 | 13 | 8  | 9  | 49 | 29 | 34 |
| 4.   | VTJ Žatec                           | 30 | 14 | 5  | 11 | 54 | 45 | 33 |
| 5.   | TJ Sepap Štětí                      | 30 | 12 | 7  | 11 | 46 | 48 | 31 |
| 6.   | TJ UD Příbram                       | 30 | 10 | 10 | 10 | 44 | 39 | 30 |
| 7.   | TJ CHZ Litvínov                     | 30 | 8  | 14 | 8  | 40 | 46 | 30 |
| 8.   | TJ Baník Most                       | 30 | 12 | 5  | 13 | 49 | 47 | 29 |
| 9.   | TJ Slavoj Český Krumlov             | 30 | 10 | 9  | 11 | 32 | 41 | 29 |
| 10.  | TJ Spolana Neratovice               | 30 | 9  | 11 | 10 | 28 | 38 | 29 |
| 11.  | VTJ Tachov                          | 30 | 9  | 10 | 11 | 36 | 43 | 28 |
| 12.  | TJ Sklostroj Turnov                 | 30 | 9  | 10 | 11 | 28 | 35 | 28 |
| 13.  | TJ KŽ Králův Dvůr                   | 30 | 8  | 11 | 11 | 35 | 35 | 27 |
| 14.  | TJ ČKZ Rakovník                     | 30 | 11 | 4  | 15 | 30 | 51 | 26 |
| 15.  | TJ Kovostroj Děčín                  | 30 | 8  | 8  | 14 | 28 | 43 | 24 |
| 16.  | TJ ČSAD Benešov                     | 30 | 9  | 5  | 16 | 37 | 48 | 23 |

Poznámky:
- Z = Odehrané zápasy; V = Vítězství; R = Remízy; P = Prohry; VG = Vstřelené góly; OG = Obdržené góly; B = Body

|  | Postup do Česká národní fotbalová liga 1983/84 |
|  | Sestup do Divize A 1983/84                     |
|  | Sestup do Divize B 1983/84                     |

## Skupina B
Zdroj: 
| Poř. | Tým                     | Z  | V  | R  | P  | VG | OG | B  |
| ---- | ----------------------- | -- | -- | -- | -- | -- | -- | -- |
| 1.   | TJ Motorlet Praha       | 30 | 20 | 7  | 3  | 55 | 20 | 47 |
| 2.   | TJ VCHZ Pardubice       | 30 | 17 | 5  | 8  | 61 | 43 | 39 |
| 3.   | TJ Spartak PS Přerov    | 30 | 13 | 7  | 10 | 56 | 41 | 33 |
| 4.   | TJ Baník Havířov        | 30 | 12 | 7  | 11 | 50 | 38 | 31 |
| 5.   | TJ Spartak Uherský Brod | 30 | 10 | 11 | 9  | 47 | 44 | 33 |
| 6.   | TJ Ostroj Opava         | 30 | 10 | 10 | 10 | 41 | 34 | 30 |
| 7.   | TJ Tatra Smíchov        | 30 | 11 | 8  | 11 | 36 | 40 | 30 |
| 8.   | TJ Spartak Pelhřimov    | 30 | 12 | 6  | 12 | 46 | 52 | 30 |
| 9.   | TJ KS Brno              | 30 | 9  | 11 | 10 | 32 | 35 | 29 |
| 10.  | TJ Kolín                | 30 | 11 | 6  | 13 | 54 | 55 | 28 |
| 11.  | TJ Zbrojovka Vsetín     | 30 | 11 | 6  | 13 | 37 | 45 | 28 |
| 12.  | TJ Slezan Frýdek-Místek | 30 | 9  | 9  | 12 | 44 | 49 | 27 |
| 13.  | TJ Viktoria Žižkov      | 30 | 10 | 7  | 13 | 44 | 53 | 27 |
| 14.  | TJ Jiskra Staré Město   | 30 | 9  | 8  | 13 | 39 | 43 | 26 |
| 15.  | TJ Tepna Náchod         | 30 | 11 | 3  | 16 | 38 | 51 | 25 |
| 16.  | TJ Spartak Choceň       | 30 | 7  | 5  | 18 | 27 | 62 | 19 |

Poznámky:
- Z = Odehrané zápasy; V = Vítězství; R = Remízy; P = Prohry; VG = Vstřelené góly; OG = Obdržené góly; B = Body

|  | Postup do Česká národní fotbalová liga 1983/84 |
|  | Sestup do Divize C 1983/84                     |
|  | Sestup do Divize D 1983/84                     |